# Deutsche Fußballmeisterschaft der B-Junioren 1999/2000
Die deutsche B-Jugendmeisterschaft 2000 war die 24. Auflage dieses Wettbewerbes. Meister wurde Hertha BSC, das im Finale den FC Bayern München mit 1:0 besiegte.

## Teilnehmende Mannschaften
An der B-Jugendmeisterschaft nahmen die Meister der Regionalligen Nord (2 Gruppe Nord + Süd), Nordost, West, Südwest sowie die Sieger nach Qualifikationsturnier (2 Gruppen) der Verbände Baden, Südbaden, Bayern (Nord + Süd), Hessen und Württemberg.
| Regionalliga Nord                                            | Regionalliga Nordost  | Regionalliga West    | Regionalliga Südwest                                        | Regionalverband Süd nach Qualifikation                   |
| ------------------------------------------------------------ | --------------------- | -------------------- | ----------------------------------------------------------- | -------------------------------------------------------- |
| - Meister Nord: Hamburger SV - Meister Süd: SV Werder Bremen | - Meister: Hertha BSC | - Meister 1. FC Köln | - Meister: 1. FC Saarbrücken - Vizemeister: Eintracht Trier | - Württemberg: VfB Stuttgart - Bayern: FC Bayern München |

### Viertelfinale
| Datum                      |                   | Ergebnis  |                   |
| -------------------------- | ----------------- | --------- | ----------------- |
| 15. Juni 2000 um 18:00 Uhr | Werder Bremen     | 1:1 (0:1) | 1. FC Saarbrücken |
| 18. Juni 2000 um 11:00 Uhr | 1. FC Saarbrücken | 1:2 (0:2) | Werder Bremen     |
| Gesamt:                    | Werder Bremen     | 3:2       | 1. FC Saarbrücken |

| Datum                      |                 | Ergebnis  |                 |
| -------------------------- | --------------- | --------- | --------------- |
| 15. Juni 2000 um 18:00 Uhr | Hertha BSC      | 6:0 (0:0) | Eintracht Trier |
| 18. Juni 2000 um 11:00 Uhr | Eintracht Trier | 1:0 (1:0) | Hertha BSC      |
| Gesamt:                    | Hertha BSC      | 6:1       | Eintracht Trier |

| Datum                      |                   | Ergebnis        |                   |
| -------------------------- | ----------------- | --------------- | ----------------- |
| 15. Juni 2000 um 18:30 Uhr | FC Bayern München | 2:1 (1:0)       | 1. FC Köln        |
| 18. Juni 2000 um 11:00 Uhr | 1. FC Köln        | 3:2 (3:2)       | FC Bayern München |
| Gesamt:                    | FC Bayern München | 4:4 (5:6 i. E.) | 1. FC Köln        |

| Datum                      |                   | Ergebnis  |                   |
| -------------------------- | ----------------- | --------- | ----------------- |
| 15. Juni 2000 um 18:30 Uhr | Borussia Dortmund | 0:2 (0:1) | VfB Stuttgart     |
| 18. Juni 2000 um 18:30 Uhr | VfB Stuttgart     | 3:1 (0:0) | Borussia Dortmund |
| Gesamt:                    | Borussia Dortmund | 1:5       | VfB Stuttgart     |

### Halbfinale
| Datum                      |               | Ergebnis  |               |
| -------------------------- | ------------- | --------- | ------------- |
| 22. Juni 2000 um 18:00 Uhr | Werder Bremen | 2:0 (0:0) | Hertha BSC    |
| 25. Juni 2000 um 11:00 Uhr | Hertha BSC    | 3:0 (1:0) | Werder Bremen |
| Gesamt:                    | Werder Bremen | 2:3       | Hertha BSC    |

| Datum                      |                   | Ergebnis      |                   |
| -------------------------- | ----------------- | ------------- | ----------------- |
| 22. Juni 2000 um 15:00 Uhr | FC Bayern München | 2:0 (0:0)     | VfB Stuttgart     |
| 25. Juni 2000 um 17:30 Uhr | VfB Stuttgart     | 3:1 (1:1)     | FC Bayern München |
| Gesamt:                    | FC Bayern München | 3:3 (3:2 i.E) | VfB Stuttgart     |

## Finale
| Hertha BSC                                                                     | Hertha BSC | FC Bayern München | FC Bayern München |
| ------------------------------------------------------------------------------ | --- | --- | ----------------- |
| Hertha BSC                                                                     | \| Samstag, 1. Juli 2000 um 15:00 Uhr in Berlin (Friedrich-Ludwig-Jahn-Sportpark) \| \| Ergebnis: 1:0 (0:0) \| \| Zuschauer: 1.724 \| \| Schiedsrichter: Dirk Margenberg[1] (Wermelskirchen) \| | \| Samstag, 1. Juli 2000 um 15:00 Uhr in Berlin (Friedrich-Ludwig-Jahn-Sportpark) \| \| Ergebnis: 1:0 (0:0) \| \| Zuschauer: 1.724 \| \| Schiedsrichter: Dirk Margenberg[1] (Wermelskirchen) \|                                                                                      | FC Bayern München |
| Hertha BSC                                                                     | Stefan Ritter – Sofian Chahed – Daniel Mamesa, David Krecidlo (46. Rosh Bahjat) – Benjamin Ulbricht, Matthias Kellner, Hakan Balta (43. Amir Mohra), Alexander Penk, Marco Böttcher, Serkan Kara – Bülent Soner (Ardeschir Dejagah), Hakan Doguran (58. Miroslav Radosavljevic) Cheftrainer: Michael Wolf | Philipp Heerwagen – Dominik Haas (56. Rene Frisch), Markus Husterer, Martin Ritzeler, Vincenzo Contento – Philipp Lahm, Christian Lell, Piotr Trochowski, Alexander Aischmann (56. Serkan Atak) – Florian Stegmann (74. Ada Oguz), Erdal Kilicaslan Cheftrainer: Stephan Beckenbauer | FC Bayern München |
| Hertha BSC                                                                     | 1:0 Sofian Chahed (29.) | | FC Bayern München |
| Hertha BSC                                                                     | Doguran | Kilicaslan, Contento | FC Bayern München |
| Samstag, 1. Juli 2000 um 15:00 Uhr in Berlin (Friedrich-Ludwig-Jahn-Sportpark) | | |                   |
| Ergebnis: 1:0 (0:0)                                                            | | |                   |
| Zuschauer: 1.724                                                               | | |                   |
| Schiedsrichter: Dirk Margenberg (Wermelskirchen)                               | | |                   |